# قائمة أكثر ألعاب الفيديو مبيعا حسب المنصة
فيما يلي قوائم بألعاب الفيديو الأكثر مبيعًا حسب المنصة.

## المنصات

### أتاري
- قائمة أكثر ألعاب أتاري 2600 مبيعا

### مايكروسوفت
- قائمة أكثر ألعاب إكس بوكس مبيعا
- قائمة أكثر ألعاب إكس بوكس 360 مبيعا
- قائمة أكثر ألعاب إكس بوكس ون مبيعا

### نينتندو
- قائمة أكثر ألعاب نينتندو إنترتينمنت سيستم مبيعا
- قائمة أكثر ألعاب غيم بوي مبيعا
- قائمة أكثر ألعاب سوبر نينتندو إنترتينمنت سيستم مبيعا
- قائمة أكثر ألعاب نينتندو 64 مبيعا
- قائمة أكثر ألعاب جيم بوي أدفانس مبيعا
- قائمة أكثر ألعاب نينتندو غيم كيوب مبيعا
- قائمة أكثر ألعاب نينتندو دي إس مبيعا
- قائمة أكثر ألعاب وي مبيعا
- قائمة أكثر ألعاب نينتندو 3دي إس مبيعا
- قائمة أكثر ألعاب وي يو مبيعا
- قائمة أكثر ألعاب نينتندو سويتش مبيعا

### سيجا
- قائمة أكثر ألعاب ميجا درايف مبيعا

### سوني
- قائمة أكثر ألعاب بلاي ستيشن مبيعا
- قائمة أكثر ألعاب بلاي ستيشن 2 مبيعا
- قائمة أكثر ألعاب بلاي ستيشن بورتبل مبيعا
- قائمة أكثر ألعاب بلاي ستيشن 3 مبيعا
- قائمة أكثر ألعاب بلاي ستيشن 4 مبيعا
- قائمة أكثر ألعاب بلاي ستيشن 5 مبيعا

### أخرى
- قائمة أكثر ألعاب الحاسوب الشخصي مبيعا

- قائمة أكثر ألعاب الصالات مبيعا